# 單鉞
單鉞（1488年—？年），字廷儀，武功中衛匠籍南直隶嘉定縣人。

## 生平
治《書經》，行三，正德五年（1510年）庚午科順天府鄉試第一百十四名舉人，年三十六歲中式嘉靖二年（1523年）癸未科會試第八十一名，第三甲第一百八十三名進士。官至工部主事。

## 家族
曾祖單信。祖父單政。父單紀。母姜氏。慈侍下。兄欽、鑑、弟锦、镗、鎧、镃、锐、錤、鐶、鑾、鍷、鈞。